# PKO Bank Polski
PKO Bank Polski SA (полное название: Powszechna Kasa Oszczędności Bank Polski Spółka Akcyjna) — крупнейший банк Польши. В 2010 году вошел в список Forbes 2000 Global крупнейших публичных компаний мира.

## История
Банк был основан 8 февраля 1919 года Указом главы государства Юзефа Пилсудского как Pocztowa Kasa Oszczędności. Первым директором банка был назначен 28 декабря 1918 года министр почты и телеграфов Хуберт Линде.
Со временем банк организовал штаб-квартиру в Варшаве и отделения банка в Кракове, Львове, Лодзи, Познани и Катовице. Основной целью PKO было введение в обращение польского злотого вместо польских марок.
В 1920 году банк стал государственным учреждением. Во время Второй мировой войны, в 1939—1944 годах, банк находился под управлением немцев. В апреле 1945 года деятельность банка была возобновлена.
В 1949—1950 годы PKO была преобразована в Powszechna Kasa Oszczędności.
В 1974 году банк стал открывать текущие счета для физических лиц. С 1975 по 1987 год PKO работал под управлением Национального банка Польши. В 1987 году он вновь стал независимым банком, изменив своё название на Powszechna Kasa Oszczędności Bank Państwowy. 12 апреля 2000 года банк был реорганизован в акционерное общество под названием Powszechna Kasa Oszczędności Bank Polski Spółka Akcyjna, которое 10 ноября 2004 года вышло на Варшавскую фондовую биржу. В том же году был куплен контрольный пакет акций украинского «Кредобанка».
В 2013 году стал одним из шести польских банков, заключивших соглашение о создании совместной системы мобильных платежей, запущенной 9 февраля 2015 года под торговой маркой Blik.
В апреле 2014 года был куплен польский дочерний банк скандинавской группы Nordea.

## Финансовые показатели
| Год  | Активы, млрд злотых | Чистая прибыль, млрд злотых |
| ---- | ------------------- | --------------------------- |
| 2002 | 82                  | 1,051                       |
| 2003 | 84,4                | 1.228                       |
| 2004 | 85,1                | 1,872                       |
| 2005 | 90,3                | 1,676                       |
| 2006 | 99,8                | 2,047                       |
| 2007 | 105,3               | 2,720                       |
| 2008 | 131,2               | 2,881                       |
| 2009 | 153,7               | 2,432                       |
| 2010 | 167,2               | 3,311                       |
| 2011 | 190,7               | 3,807                       |
| 2012 | 193,2               | 3,738                       |
| 2013 | 196,3               | 3,234                       |
| 2014 | 243,8               | 3,079                       |
| 2015 | 266,9               | 2,609                       |
| 2016 | 285,6               | 2,874                       |
| 2017 | 296,9               | 3,104                       |
| 2018 | 324,3               | 3,741                       |
| 2019 | 347,9               | 4,031                       |
| 2020 | 377,0               | -2,557                      |